# 1695
| 1695               |
| ------------------ |
| Dødsfald - Fødsler |
| • Begivenheder     |

| Gregoriansk kalender | 1695 MDCXCV             |
| Ab urbe condita      | 2448                    |
| Armensk kalender     | 1144 ԹՎ ՌՃԽԴ            |
| Kinesiske kalender   | 4391 – 4392 甲戌 – 乙亥 |
| Etiopisk kalender    | 1687 – 1688             |
| Jødisk kalender      | 5455 – 5456             |
| Hindukalendere       |                         |
| - Vikram Samvat      | 1750 – 1751             |
| - Shaka Samvat       | 1617 – 1618             |
| - Kali Yuga          | 4796 – 4797             |
| Iransk kalender      | 1073 – 1074             |
| Islamisk kalender    | 1107 – 1108             |

Konge i Danmark: Christian 5. 1670-1699
Se også 1695 (tal)

## Begivenheder
- 5. marts - regeringen påbyder magistraterne i alle større købstæder, at der skal indrettes værtshuse for de rejsende
- 5. december - den danske kronprins Frederik vies til prinsesse Louise af Mecklenburg
- 31. december - der indføres skat på vinduer i England. Dette medfører, at mange vinduesåbninger tilmures